# Tình trạng khẩn cấp
Tình trạng khẩn cấp là một tuyên bố của chính phủ mà theo đó có thể tạm ngưng một số chức năng bình thường của chính phủ và có thể cảnh báo công dân của mình thay đổi các hành vi bình thường hoặc có thể ra lệnh cho các cơ quan của chính phủ thi hành các kế hoạch sẵn sàng cho tình trạng khẩn cấp. Nó cũng được sử dụng làm một cơ sở hợp lý để tạm ngừng các quyền tự do dân sự. Các tuyên bố tình trạng khẩn cấp thường được ban bố trong thời kỳ có thiên tai, trong các giai đoạn bạo loạn dân sự, hoặc sau một vụ tuyên chiến, chuẩn bị có dấu hiệu xảy ra một cuộc khủng bố hay chiến tranh.
Trong một vài quốc gia, tình trạng khẩn cấp và hiệu lực của nó đối với các quyền tự do dân sự và thủ tục ban bố được quy định trong hiến pháp hoặc luật.

## Việc áp dụng tình trạng khẩn cấp
Việc áp dụng tình trạng khẩn cấp thường ít phổ biến trong các nước dân chủ. Nhưng trong một số trường hợp, tình trạng khẩn cấp cao nhất như thiết quân luật được dùng, cho phép quân đội có quyền hạn nhiều hơn.
Đối với những quốc gia tham gia ký kết vào Công ước quốc tế về các Quyền chính trị và dân sự (ICCPR), Điều 4 cho phép các nước giảm bớt một số quyền nhất định được ICCPR đảm bảo trong "thời gian khẩn cấp công cộng". Tuy nhiên bất kỳ biện pháp nào giảm bớt các nghĩa vụ theo quy định của Công ước chỉ đến mức mà tình trạng khẩn cấp đó yêu cầu và phải được quốc gia đó thông báo cho Tổng Thư ký Liên Hợp Quốc.